# Roztwór pirania
Roztwór pirania – mieszanina stężonych roztworów kwasu siarkowego (H2SO4) i nadtlenku wodoru (H2O2), która służy do usuwania zanieczyszczeń organicznych. Ponieważ mieszanina ta jest silnym środkiem utleniającym, usuwa większość materii organicznej i prowadzi do hydroksylacji większości powierzchni (dodaje grupy OH), czyniąc je wysoce hydrofilowymi.

## Przygotowanie i użycie
Typowa proporcja „piranii” to 3 części stężonego kwasu siarkowego i 1 część 30% roztworu nadtlenku wodoru, jednak podawane są też inne proporcje, np. 4:1 lub 7:1. Analogiczna mieszanina utleniająca o charakterze zasadowym, tzw. „pirania zasadowa” składa się ze stężonego roztworu wody amoniakalnej i perhydrolu w stosunku 3:1.
Roztwór pirania musi być starannie przygotowany, ponieważ jest wysoce żrący i silnie utleniający. Traktowane nim powierzchnie muszą być odpowiednio czyste i całkowicie wolne od rozpuszczalników organicznych pozostałych z poprzednich etapów mycia. Kontakt piranii z większą ilością substancji organicznych powoduje nagłe powstanie dużych ilości produktów gazowych, co może doprowadzić do wybuchu.
Roztwór piranii należy zawsze przygotowywać poprzez powolne dodawanie nadtlenku wodoru do kwasu siarkowego, nigdy zaś w odwrotnej kolejności. Powstawanie roztworu jest wyjątkowo egzotermiczne. Przyrządzany zbyt szybko roztwór zaczyna natychmiast wrzeć, uwalniając duże ilości żrących oparów. Nawet przy uważnym postępowaniu temperatura roztworu może szybko wzrosnąć powyżej 100°C, może być więc konieczne jego schłodzenie przed użyciem. Roztwory wytworzone przy użyciu nadtlenku wodoru w stężeniach większych niż 50% mogą spowodować wybuch. Po ustabilizowaniu się mieszanki można ją ostrożnie podgrzewać, celem dłuższego utrzymania reaktywności. Gorący (często wrzący) roztwór usuwa związki organiczne z czyszczonych powierzchni i utlenia lub hydroksyluje większość powierzchni metalowych. Czyszczenie wymaga zwykle około 10 do 40 minut, po czym czyszczone przedmioty należy usunąć z roztworu.
Roztwór pirania musi być przygotowany bezpośrednio przed użyciem lub wprost na czyszczonym materiale, poprzez aplikację kwasu siarkowego, a następnie nadtlenku wodoru. Z uwagi na nietrwałość, roztwór nie nadaje się do przechowywania, z powodu zaś wytwarzania gazu, nie może być przechowywany w zamkniętym pojemniku. Pozostałości piranii należy pozostawić w osobnych, wyraźnie oznaczonych pojemnikach, aby uniknąć kontaktu z substancjami organicznymi.

## Zastosowanie
Roztwór pirania jest często stosowany w przemyśle mikroelektronicznym np. do czyszczenia pozostałości fotorezystu z płytek krzemowych.
Wbrew spotykanym opisom, używanie roztworu pirania do wytrawiania płytek drukowanych nie jest zalecane z uwagi na niebezpieczeństwo jego użytkowania oraz nieprzewidywalność tego procesu wynikającą ze zjawiska pasywacji miedzi w roztworze utleniającym.
W laboratoriach roztwór ten używany jest czasami do czyszczenia naczyń szklanych, np. spieków szklanych, jednak ze względu na zagrożenia nie jest zalecany do użytku rutynowego. W przeciwieństwie do chromianki pirania nie zanieczyszcza wyrobów szklanych jonami metali ciężkich i jest mniej uciążliwa przy utylizacji.
Roztwór pirania można wykorzystać także do hydrofilizacji powierzchni szkła poprzez jej hydroksylowanie, co zwiększa liczbę obecnych tam grup silanolowych (Si−OH).

## Bezpieczeństwo i utylizacja
Roztwór pirania jest bardzo niebezpieczny z uwagi na jego silną kwasowość i właściwości utleniające. Roztwór po użyciu nigdy nie powinien być pozostawiony bez nadzoru dopóki jest gorący. Przechowywanie w zamkniętym pojemniku lub zmieszanie z rozpuszczalnikiem organicznym może doprowadzić do wybuchu. 
Zużyty roztwór należy pozostawić do ostygnięcia, a gazowe produkty zawierające tlen powinny ulec rozproszeniu. W przypadku czyszczenia szkła wygodne jest pozostawienie roztworu z czyszczonymi przedmiotami na noc, co umożliwia samorzutny rozkład i schłodzenie roztworu. Zużyte roztwory powinny być gromadzone w specjalnie do tego przeznaczonych naczyniach i przekazywane do utylizacji, choć przy niewielkich ilościach, w niektórych instytucjach  dopuszcza się ostrożną neutralizację i wylanie do kanalizacji. 